# Liste der Biografien/Alu
Liste der Biografien |
Portal Biografien |
Personensuche
# |
A |
B |
C |
D |
E |
F |
G |
H |
I |
J |
K |
L |
M |
N |
O |
P |
Q |
R |
S |
T |
U |
V |
W |
X |
Y |
Z |
?
 
Aa |
Ab |
Ac |
Ad |
Ae |
Af |
Ag |
Ah |
Ai |
Aj |
Ak |
Al |
Am |
An |
Ao |
Ap |
Aq |
Ar |
As |
At |
Au |
Av |
Aw |
Ax |
Ay |
Az
 
Ala |
Alb |
Alc |
Ald |
Ale |
Alf |
Alg |
Alh |
Ali |
Alj |
Alk |
All |
Alm |
Aln |
Alo |
Alp |
Alq |
Alr |
Als |
Alt |
Alu |
Alv |
Alw |
Alx |
Aly |
Alz
Die Liste der Biografien führt alle Personen auf, die in der deutschsprachigen Wikipedia einen Artikel haben. Dieses ist eine Teilliste mit 38 Einträgen von Personen, deren Namen mit den Buchstaben „Alu“ beginnt.

## Alu
- Alu, Bobby, australischer Musiker mit samoanischen Wurzeln
- Alu, Jeff T. (* 1966), US-amerikanischer Musiker, Photograph, Grafikkünstler und Amateurastronom

### Alua
- Alualu, Tyson (* 1987), US-amerikanischer Footballspieler

### Alub
- Alube, Anitah (* 1985), kenianische Badmintonspielerin
- Aluberht, Bischof von Selsey

### Aluc
- Alucema, Gino (* 1992), chilenischer Fußballspieler
- Aluchna-Emelianow, Marta (1906–1991), polnische Lyrikerin

### Aluk
- Aluki Kotierk (* 1975), inuit-kanadische Ethnologin und Indigenenaktivistin
- Aluko, Eniola (* 1987), englische FußballspielerinEniola Aluko (* 1987)

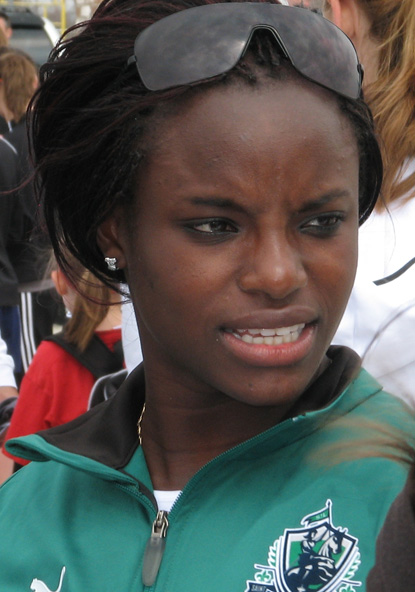
Eniola Aluko (* 1987)

- Aluko, Sone (* 1989), nigerianischer Fußballspieler
- Aluko, Sope (* 1975), britisch-US-amerikanische Schauspielerin nigerianischer Abstammung
- Aluko, T. M. (1918–2010), nigerianischer Schriftsteller

### Alul
- Alula Engida (1827–1897), äthiopischer General und Politiker
- Alulfus von Tournai, Benediktinermönch
- Alulim, erster König von Eridu
- Aluloom, Mohammed (* 1958), irakischer Diplomat

### Alum
- Alumit, Noel (* 1968), US-amerikanisch-philippinischer Autor und Theaterschauspieler

### Alun
- Alunāns, Juris (1832–1864), lettischer Lyriker, Publizist und Philologe
- Alund, Martín (* 1985), argentinischer Tennisspieler
- Alunderis, Vidas (* 1979), litauischer Fußballspieler
- Alunni Pierucci, Donatello (* 1954), italienischer Filmregisseur
- Alunno, Francesco († 1556), italienischer Kalligraf, Lexikograf, Romanist, Italianist und Grammatiker
- Alunno, Nicolò, italienischer Maler

### Aluo
- Aluoch, Joyce (* 1947), kenianische Juristin und Richterin am Internationalen Strafgerichtshof

### Alup
- Alupei, Angela (* 1972), rumänische Ruderin
- Alupei, Dorin (* 1973), rumänischer Ruderer
- Alupi, Călin (1906–1988), rumänischer Maler des Post-Impressionismus

### Alus
- Alusalu, Saskia (* 1994), estnische Eisschnellläuferin
- Aluševski, Stevče (* 1972), nordmazedonischer Handballspieler
- Alush, Aviv (* 1982), israelischer Filmschauspieler, Sänger und Model
- Alush, Reut (* 1990), israelische Schauspielerin
- Alushi, Enis (* 1985), deutsch-kosovarischer Fußballspieler
- Alushi, Fatmire (* 1988), deutsche FußballspielerinFatmire Alushi (* 1988)

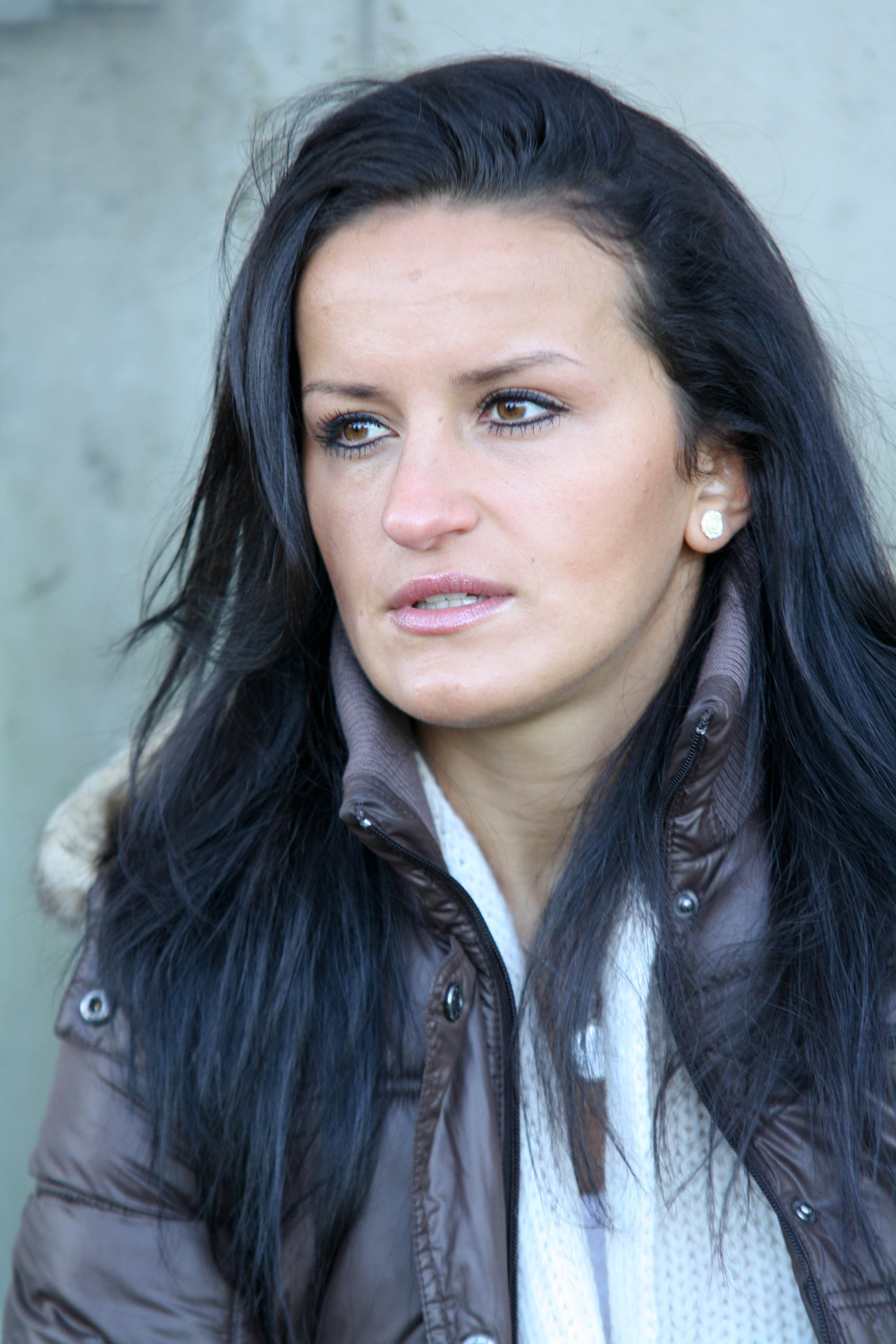
Fatmire Alushi (* 1988)

- Alusi, Mahmud al- (1802–1854), islamischer Rechtsgelehrter
- Alusian, bulgarischer Prinz und byzantinischer Strategos
- Alusine, Dixon (* 1998), sierra-leonisch-liberianischer Fußballspieler

### Aluv
- Aluve, Kalvi (1929–2009), estnischer Architekt
- Aluvihare, Alick (1926–2009), sri-lankischer Politiker